# Роберт Гансен (серійний убивця)
Роберт Крістіан Гансен (англ. Robert Christian Hansen, 15 лютого 1939 — 21 серпня 2014) — американський серійний убивця, який отримав у засобах масової інформації прізвисько «М'ясник-пекар» (англ. Butcher Baker). У період з 1971 по 1983 роки Гансен викрав, зґвалтував і вбив принаймні 17 жінок у місті Анкоріджі, штат Аляска, та його околицях. Імовірно, загальна кількість жертв становить 21 особу. У 1983 році Гансен був спійманий і засуджений до довічного ув'язнення без права перегляду вироку.

## Ранні роки
Гансен народився в Естервіллі, штат Айова, у Крістіана та Едні Гансенів, які були датськими емігрантами. Знайомі описували його як тиху самотню людину, на яку в дитинстві сильно тиснув батько. У школі Гансен піддавався нападкам однолітків через свої прищі та заїкання, і задля психологічної віддушини відкрив для себе полювання.
У 1957 році Гансен відслужив рік у резерві армії США, після чого працював асистентом інструктора поліцейської академії в Покахонтасі, Айова. Там він познайомився з жінкою, з якою одружився влітку 1960 року.
У грудні 1960 року Гансен був заарештований за підпал будівлі гаража шкільної опікунської ради графства Покахонтас. Під час відбуття терміну Гансен отримав повідомлення від дружини про розлучення. Відбувши 20 місяців із присудженого трирічного терміну ув'язнення, Гансен вийшов на волю. За наступні кілька років він кілька разів опинявся у в'язниці за дрібну крадіжку. У 1967 році Гансен переїхав на Аляску з другою дружиною, Дарлою Мері Хенріксен, з якою одружився в 1963 році, та їхніми двома дітьми. В Анкориджі Гансен перебував у добрих стосунках із сусідами і встановив кілька мисливських рекордів.
1977 року Гансен був заарештований за крадіжку бензопили. Лікар діагностував у Гансена біполярний афективний розлад і прописав препарати літію для контролю над емоційною нестабільністю, проте обов'язковий прийом ліків Гансену не призначений.

## Серія вбивств
13 червня 1983 року 17-річна повія Сінді Поулсон (англ. Cindy Paulson) втекла перед тим, як Гансен спробував її завантажити у свій двомісний літак Piper Super Cub. Діставшись поліції, Поулсон розповіла, що Гансен спочатку запропонував заплатити їй 200 доларів за мінет, але потім відвіз її до свого будинку, де катував і ґвалтував. Також вона сказала, що Гансен тримав її прикутою за шию до стовпа в будинку, поки сам спав поряд на дивані. Прокинувшись, Гансен повіз її на аеродром Мерріл Філд (пізніше з'ясувалося, що своїх жертв Гансен на власному літаку відвозив у віддалену місцевість у долині Матануска-Суситна, поблизу річки Кник, де мав свій будинок). У машині закута в наручники Поулсон знайшла момент, коли Гансен завантажував свої речі в літак, і кинулась у бік 6-ї Авеню. Гансен запанікував і побіг за нею, але не наздогнав. У поліцейській дільниці Поулсон описала злочинця, якого незабаром затримали.
На допиті Гансен заперечував звинувачення Поулсон, заявивши, що вона вимагала в нього гроші. Незважаючи на колишні проблеми із законом, Гансен зумів уникнути арешту. Багато в чому відіграв роль його статус зразкового сім'янина та добропорядного громадянина. Гансен працював пекарем і був на хорошому рахунку у суспільстві. Також на його користь засвідчив друг Гансена, Джон Хеннінг, сказавши, що Гансен був у цей час із ним.
Справа проти Гансена не була заведена, але на той момент детектив Гленн Флоут (англ. Glenn Flothe) вів слідство у справі про вбивства невідомих жінок, чиї тіла були знайдені на околицях Анкоріджа. Перше тіло, знайдене будівельниками біля дороги Еклутна (англ. Eklutna Road) у 1981 році, було неформально названо слідчими «Енні Еклутна», але так і не було упізнано. Того ж року у гравійному кар'єрі було виявлено тіло Джоанни Мессіни. Наступного року у неглибокій могилі біля річки Кнік було знайдено останки 23-річної Шеррі Морроу. Флоут припустив, що всі жертви належать одному вбивці, і зв'язався з агентом ФБР Джоном Дугласом (англ. John Douglas) з проханням скласти психологічний профіль злочинця. Дуглас зробив висновок, що вбивця, швидше за все, є мисливцем з низькою самооцінкою, якого часто підштовхували жінки, і схильністю залишати «сувеніри на згадку». Агент ФБР також припустив, що вбивця може заїкатися.
Показання Поулсон і психологічний профіль, складений Дугласом, допомогли Флоуту отримати судовий ордер на обшук літака, машин та будинку Гансена. 27 жовтня 1983 року слідчі виявили ювелірні вироби, що належали одній з жертв, а також кілька одиниць вогнепальної зброї у схованці на горищі будинку Гансена, калібр яких збігався з ранами на тілах жертв. Знахідкою, яка також відіграла важливу роль, стала авіаційна карта місцевості, захована в узголів'ї дивана і позначена хрестиками. Коли Гансену були пред'явлені докази, знайдені в нього вдома, вбивця, як і раніше, продовжував заперечувати свою причетність, але зрештою почав звинувачувати у всьому жінок і спробував обґрунтувати свої мотиви. Зрештою, Гансен зізнався у серії вбивств, починаючи з 1971 року. У 1984 році маніяк був засуджений до 461 року в'язниці та довічного ув'язнення без права перегляду вироку. Більшу частину ув'язнення Гансен провів у виправному центрі Спрінг Крик (в'язниця максимального рівня безпеки), але у 2014 році, у віці 75 років, був переведений у виправний комплекс Анкоріджа через проблеми зі здоров'ям. 21 серпня 2014 року він помер у лікарні.

## Відомі жертви
Ранніми жертвами Гансена були переважно дівчата від 16 до 19 років. Пізніше вбивця переключився на повій та стриптизерок, вбивства яких вивели на слід Гансена співробітників правоохоронних органів. Загалом відомо 17 жертв, вбивство яких Гансен підтвердив. Через угоду, укладену зі слідством (допомогу слідству в обмін на більш м'яке звинувачення), офіційно Гансена звинуватили у лише чотири вбивствах. Також його звинуватили у викраденні і згвалтуванні Сінді Поулсон. Список відомих і деяких ймовірних жертв наведено нижче:
- Ліза Фатрелл (англ. Lisa Futrell), 41 (вбивство підтверджено Гансеном, тіло жертви виявлено за його допомогою)
- Малаї Ларсен (англ. Malai Larsen), 28 (вбивство підтверджено Гансеном, тіло жертви виявлено за його допомогою)
- Невідома (Джейн Доу, справжнє ім'я невідоме) (вбивство підтверджено Гансеном, тіло жертви виявлено з його допомогою)
- Сью Луна (англ. Sue Luna), 23 (вбивство підтверджено Гансеном, тіло жертви виявлено за його допомогою)
- Тамі Педерсон (англ. Tami Pederson), 20 (вбивство підтверджено Гансеном, тіло жертви виявлено за його допомогою)
- Анджела Феддерн (англ. Angela Feddern), 24 (вбивство підтверджено Гансеном, тіло жертви виявлено за його допомогою)
- Тереза Вотсон (англ. Teresa Watson) (вбивство підтверджено Гансеном, тіло жертви виявлено з його допомогою)
- Делінн Фрей (англ. DeLynn Frey) (вбивство підтверджено Гансеном, тіло жертви виявлено з його допомогою)
- Пола Гулдінг (англ. Paula Goulding) (вбивство підтверджено Гансеном, тіло жертви виявлено за його допомогою)
- Андреа Альтері (англ. Andrea Altiery) (Гансен зізнався у цьому вбивстві, тіло жертви виявлено з його допомогою)
- Шеррі Морроу (англ. Sherry Morrow), 23 (Гансен зізнався в цьому вбивстві, тіло жертви виявлено за його допомогою)
- Енні Еклутна (англ. Eklutna Annie) (Гансен зізнався у цьому вбивстві, тіло жертви виявлено з його допомогою)
- Джоанна Мессіна (англ. Joanna Messina) (Гансен зізнався у цьому вбивстві, тіло жертви виявлено з його допомогою)
- Роксан Ісленд (англ. Roxanne Easland), 24 (вбивство підтверджено Гансеном, тіло не виявлено)
- Силія Ван Зантен (англ. Ceilia Van Zanten), 17 (Гансен заперечував вбивство, але підозрювався в ньому через хрестик на карті, розташований там, де було знайдено тіло)
- Меган Емерік (англ. Megan Emerick), 17 (Гансен заперечував вбивство, але підозрювався в ньому через хрестик на карті, розташований там, де було знайдено тіло)
- Мері Тілл (англ. Mary Thill), 23 (Гансен заперечував вбивство, але підозрювався в ньому через хрестик на карті, розташований там, де було знайдено тіло)

## У культурі
Серія вбивств, скоєних Гансеном, знайшла свій відбиток у кількох документальних і мистецьких серіалах. У 2013 році актор Джон К'юсак зіграв Гансена у фільмі «Мерзла земля». Ніколас Кейдж виконав роль сержанта Джека Хелкомба, прототипом якого став детектив Гленн Флоут.